# بیلاخویگا
بیلاخویگا (به اسپانیایی: Vilajuïga) یک شهرستان در اسپانیا است که در استان خرنا واقع شده‌است.

## خصوصیات
بیلاخویگا ۱۳٫۱۵ کیلومترمربع مساحت و ۱٬۱۴۹ نفر جمعیت دارد و ۳۱ متر بالاتر از سطح دریا واقع شده‌است.